# Reggenza di Jembrana
La Reggenza di Jembrana (in indonesiano Kabupaten Jembrana) è una reggenza (kabupaten) dell'Indonesia situata nella provincia di Bali.